# Echinopsis lateritia
Echinopsis lateritia är en kaktusväxtart som beskrevs av Robert Louis August Maximilian Gürke. Echinopsis lateritia ingår i släktet Echinopsis och familjen kaktusväxter. Inga underarter finns listade i Catalogue of Life.

## Bildgalleri

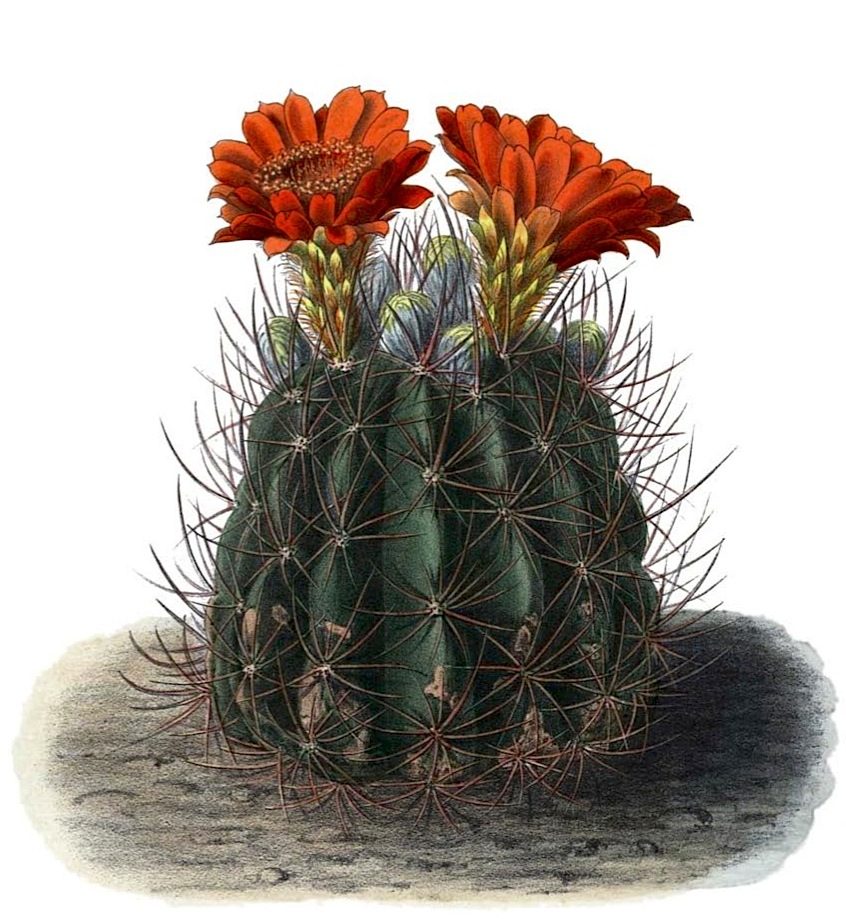
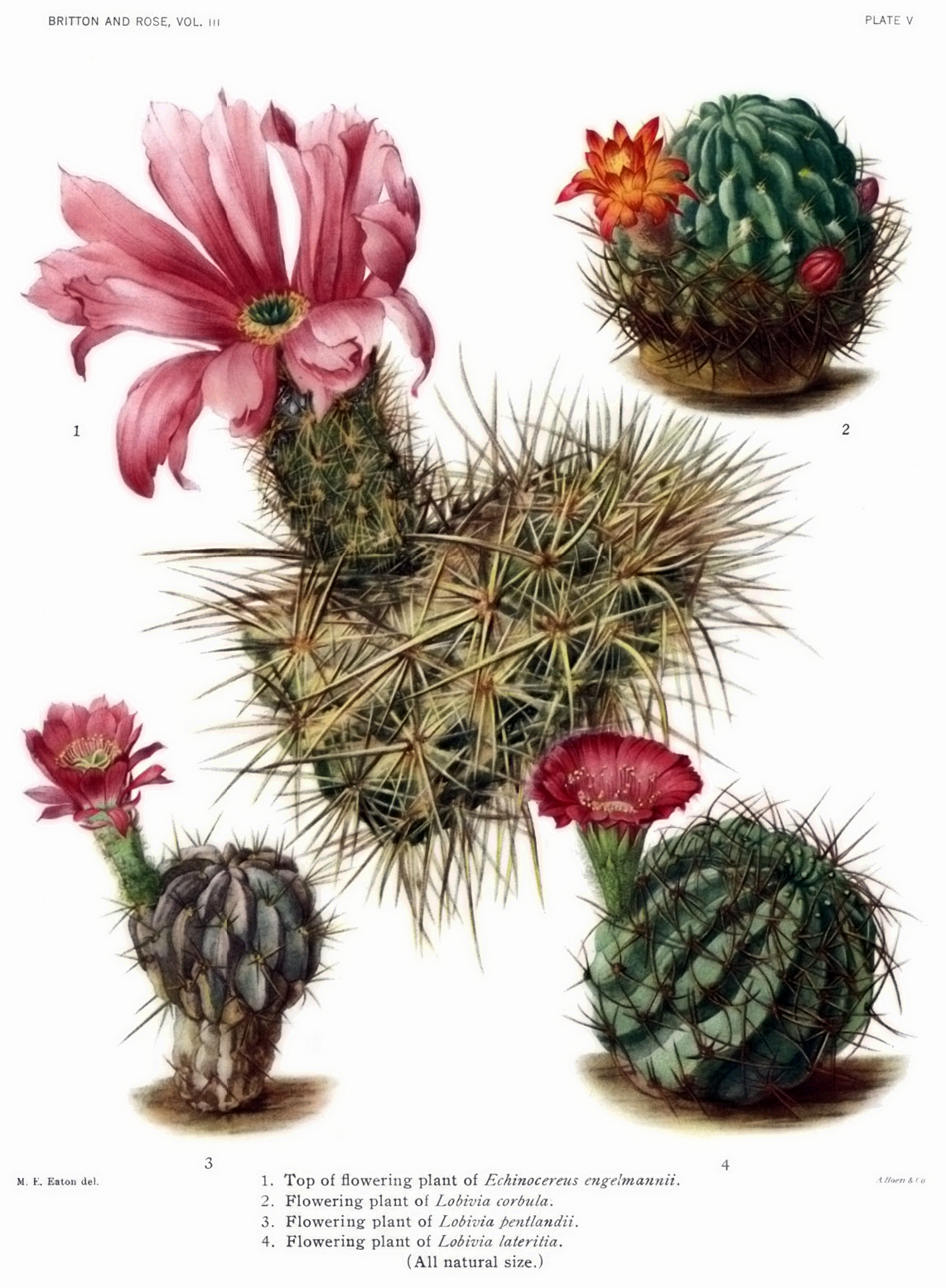